# Schinderwiesengraben Straßberg
Der Schinderwiesengraben Straßberg ist ein kleines Fließgewässer in Sachsen-Anhalt, Landkreis Harz. Es ist ein linker Zufluss des Büschengrabens.

## Verlauf
Das Gewässer beginnt etwa 260 Meter nordwestlich des Gräfingründer Teichs, in der Flur Die Schinderwiese.
Kurz vor der kleinen Furt Spitzer Fürth hat der Schinderwiesengraben Straßberg zwei wenige hundert Meter lange linke Zuflüsse (vom Teichkopf bzw. vom Ampenkopf kommend) und mündet weniger Hundert Meter danach in den Büschengraben. Der Schinderwiesengraben hat eine Länge von ca. 1,3 km.